# Nacionalisme bavarès

Bandera de Baviera.

El nacionalisme bavarès (en alemany: Bayerischer Nationalismus) és una ideologia política que afirma que els bavaresos són una nació i promou la unitat cultural dels mateixos. Ha estat un fenomen fort des de la incorporació de Baviera en l'estat alemany en 1871. Els nacionalistes bavaresos troben controvertits els termes en els quals Baviera es va incorporar a Alemanya en 1871 i proclamen que el govern alemany ha reduït des de fa molt l'autonomia bavaresa, demanant la independència de Baviera.
Després de la derrota d'Alemanya en la Primera Guerra Mundial, el nacionalisme bavarès va créixer amb força, convertint-se en un moviment popular tant entre els moviments revolucionaris com en els moviments reaccionaris. Després de l'esfondrament d'Àustria-Hongria després de la Primera Guerra mundial, es van produir propostes des d'Àustria perquè Baviera s'unís amb ells. En aquesta època el govern bavarès tenia un interès particular a incorporar a Baviera les regions de Tirol del Nord i l'Àustria Superior. Aquest va ser un afer seriós en el període posterior de la Primera Guerra mundial amb xifres significatives d'habitants del Tirol del Nord austríac que manifestaven la seva intenció d'unir la seva regió amb Baviera.

## Història

### Orígens:seglexix
Els orígens del nacionalisme bavarès com a moviment polític fort es troben en la Guerra austro-prussiana i les seves conseqüències. Baviera era política i culturalment més propera a l'Àustria catòlica que a la protestant Prússia i els bavaresos van compartir amb els austríacs un menyspreu comú cap als prussians, convertint a Baviera en un important aliat d'Àustria en la guerra. Àustria juntament amb Baviera i els seus altres aliats van ser derrotats per Prússia i els seus aliats. En el període posterior, l'encara Regne de Baviera va pagar una gran indemnització a Prússia i en 1871 es va unir a l'acabat de fundar Imperi alemany. Després de la unificació amb Alemanya, els nacionalistes bavaresos es van mostrar categòricament oposats al control prussià de l'estat alemany i van rebutjar una major integració en l'Imperi alemany.

### Després de la Primera Guerra Mundial

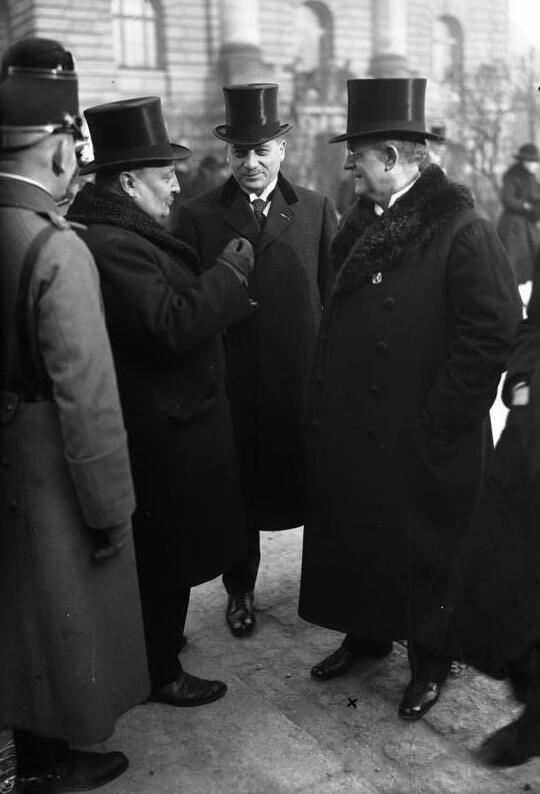
Heinrich Held (l'home en costat dret), Ministre-President de Bavaria entre 1924-1933. Held era dirigent del Partit Popular Bavarès, que va incorporar a diferents tendències, des de monàrquics a nacionalistes bavaresos.

Després de la derrota alemanya en la Primera Guerra Mundial, la revolució es va estendre a través de tota Alemanya i Baviera, amb el que la monarquia bavaresa va ser abolida i proclamat un règim comunista en Bavaria, l'anomenada República Soviètica de Baviera. Durant un breu període, Baviera es va declarar de nou independent d'Alemanya. Després de l'esfondrament de la República soviètica, el nacionalisme bavarès —associat tant amb els sentiments anti-prussians així com amb tendències antisemites— es va convertir en una ideologia popular entre els moviments reaccionaris conservadors i de dreta.
Després de la caiguda d'Àustria-Hongria, es van realitzar propostes per part d'Àustria per incorporar també a Baviera. Per la seva banda, el govern bavarès tenia un interès particular a incorporar les regions de Tirol del Nord i Àustria Superior a Baviera. Tals propostes van ser preses amb interès en l'època. Les accions del govern bavarès van incitar al govern alemany a respondre proposant el anschluss d'Àustria a Alemanya. En 1919 és fundat el Partit Popular Bavarès, partit regionalista bavarès, que va ser el partit més votat a Baviera al llarg de tota la República de Weimar, formant part de tots els governs regionals del període. La seva representació en el Reichstag es va mantenir bastant inalterable, oscil·lant entre els 16 i els 22 diputats.
En 1923, els sectors bavaresos pro-monàrquics liderats pel Ministre-President Gustav Ritter von Kahr i el Partit Popular Bavarès (BVP) van intentar prendre el control del govern bavarès, declarar Bavaria independent d'Alemanya i restaurar la monarquia bavaresa. Aquest intent separatista de cop d'estat va ser frustrat per les accions del, llavors petit, Partit Nazi, que es va anticipar a l'acció i va intentar a la seva prendre el control del govern bavarès durant l'anomenat Putsch de Múnic. Els nacionalistes bavaresos i el Partit Nazi competien per l'electorat; així i tot, fins i tot en les eleccions de 1932, quan el Partit Nazi va obtenir una important victòria, els nazis no van aconseguir superar al catòlic BVP en el sud de Baviera, aconseguint-ho només a les àrees protestants del nord de la regió.
Després de l'inici del règim nazi, el govern alemany va afirmar l'existència de diverses conspiracions separatistes bavareses i va utilitzar aquestes denúncies per suprimir a l'oposició bavaresa, enderrocant al govern bavarès. El 9 de març de 1933 el govern bavarès va ser expulsat per força dels seus llocs pels nazis. Encara que inicialment Heinrich Held va resistir els intents de les Sturmabteilung (SA) per expulsar al seu govern, es va trobar sense el suport de l'Exèrcit —que seguia les ordres de Berlín—, i finalment es va veure obligat a renunciar. L'oficina del primer ministre bavarès va ser abolida i la seva posició reemplaçada per un Reichsstatthalter, una posició purament administrativa sense cap poder polític. Un mes més tard, a l'abril, el BVP es dissolia. Inicialment, molts bavaresos eren favorables a l'esforç de guerra d'Alemanya durant la Segona Guerra Mundial perquè la postura contrària havia estat retratada com una campanya pro-comunista; així i tot, el suport bavarès a la guerra va declinar ràpidament en acostar-se la fi de la guerra.

### Després de la Segona Guerra Mundial
El nacionalisme bavarès va reaparèixer en acabar la contesa i els nacionalistes bavaresos van buscar el suport dels Aliats per a l'establiment d'una Baviera independent. Al final, va ser acceptada una autonomia important per a la regió dins d'una Alemanya federal, creada en 1949.
Durant la dècada de 1950, el separatista Partit de Baviera (Bayernpartei, abreujat BP) va tenir un paper significatiu en la política bavaresa, arribant a aconseguir entre el 5 % i el 20 % dels vots de Baviera durant les eleccions estatals i també en les federals. El BP fins i tot va arribar a formar part del govern estatal bavarès en coalició sota el lideratge Wilhelm Hoegner (entre 1954 i 1957) juntament amb els socialdemòcrates i els liberals. No obstant això, la participació electoral del partit va caure significativament durant les següents dècades. A manera d'exemple, en 2013 el BP va guanyar 2.1 % del vot total en les eleccions estatals celebrades aquest mateix any.